# Beatriz Palacios
Beatriz Azurduy Palacios Mesa (Oruro, 31 de julio de 1952 - La Habana, 19 de julio de 2003) fue directora de cine, productora, guionista y activista boliviana en pro de los derechos de las mujeres campesinas e indígenas. Se casó y trabajó con Jorge Sanjinés por más de 28 años.

## Biografía
Activa reportera y articulista del diario Aquí y más tarde del Grupo Ukamau, colectivo cinematográfico de producción y distribución al que apoyó fervorosamente desde sus inicios y convirtió a fuerza de trabajo en una fundación (Fundación Grupo Ukamau)
Beatriz fue incansable impulsora de la producción cinematográfica del continente, perteneció a la directiva del Movimiento del Nuevo Cine y Video Boliviano y al Consejo Superior de la Fundación del Nuevo Cine Latinoamericano. 
La vinculación directa de Beatriz Palacios al cine se produce en 1977 en el film ¡Fuera de aquí! dirigido por Jorge Sanjinés en el que colabora como jefa de producción, en el guion y el montaje.
Desde entonces participa activamente en las producciones de películas como La nación clandestina  (1989) y Para recibir el canto de los pájaros (1985), ambas películas dirigidas por Jorge Sanjinés. 
Fue miembro de la junta directiva de la Fundación del Nuevo Cine Latinoamericano. Además, por muchos años fue la representante por Bolivia en la Escuela Internacional de Cine y Televisión de San Antonio de los Baños. Fue miembro del Comité de Directores de Cine de América Latina y participó como asesora de la Federación de mujeres campesinas de Bolivia.
Es una de las fundadoras y principal promotora del denominado Nuevo Cine Boliviano y de los denominados «Cine Urgente» y «Tercer Cine Latinoamericano»; en particular, participó del movimiento de promoción del cine independiente boliviano adscrito al Plan Nacional es el Movimiento de Nuevo Cine y Video Boliviano (MNCVB) fundado en 1984.
En 1983 Beatriz Palacios debuta como directora de cine con Banderas del amanecer, película que reconstruye minuciosamente los hechos acaecidos en Bolivia entre 1979 y 1982, años llenos de acontecimientos dramáticos que, la memoria colectiva no debiera olvidar. Apelando al testimonio de los protagonistas y a escenas captadas durante los hechos mismos, da un repaso a los tres procesos electorales registrados en 1978, 1979 y 1980, y al intento de golpe de Estado encabezado por el CNL. Alberto Natush y la masacre de Todos los Santos; el asesinato de importantes personalidades políticas tales como Luís Espinal y Marcelo Quiroga Santa Cruz; las grandes movilizaciones obreras, campesinas, estudiantiles. el sangriento golpe del general García Mesa; la lucha en la resistencia y finalmente la reapertura del proceso democrático el 10 de octubre de 1982.
En 1999, durante el XXI Festival Internacional del Nuevo Cine Latinoamericano de La Habana, recibió el reconocimiento de la Unión de Escritores y Artistas de Cuba por la contribución que ha realizado al cine.

## Obras

### Filmografía
Productora
- Para recibir el canto de los pájaros (1995)
- La nación clandestina (1990).

Director
- Las banderas del amanecer (documental, 1985), en codirección con Jorge Sanjinés.[4]

Guionista
- Llocsi Caimanta, fuera de aquí (1981).

### Narrativa y teoría
- Teoría y práctica de un cine junto al pueblo (1979), en coautoría con Jorge Sanjinés y el Grupo Ukamau.
- Cine boliviano: del realizador al crítico (1979), en coautoría con Jorge Sanjinés.
- Los días rabiosos (narrativa y crónicas, 2005).[10]

## Premios y nominaciones
| Año  | Categoría                               | Premio                                                               | Resultado |
| ---- | --------------------------------------- | -------------------------------------------------------------------- | --------- |
| 1985 | Gran Premio Coral (ex aequo) Documental | V Festival Internacional del Nuevo Cine Latinoamericano de La Habana | Ganadora  |